# Wachendorf (Starzach)
Wachendorf ist ein Ortsteil der Gemeinde Starzach im Landkreis Tübingen in Baden-Württemberg (Deutschland).

## Geographie
Die Gemarkungsfläche des Ortes Wachendorf beträgt 691 Hektar.
Folgende Orte grenzen an Wachendorf, sie werden im Uhrzeigersinn beginnend im Norden genannt: Bieringen, Frommenhausen, Bietenhausen2, Höfendorf2, Trillfingen2, Bad Imnau2, Bierlingen und Sulzau. Die angrenzenden Orte gehören zum Landkreis Tübingen oder zum Zollernalbkreis2.

## Geschichte
Der Ort besteht aus dem Dorf Wachendorf, das um das Jahr 1099 erstmals in einer Schenkungsurkunde urkundlich erwähnt wurde, sowie aus dem Wachendorfer Feriengebiet das im Jahr 1972 gegründet wurde. Das Feriengebiet liegt etwa einen Kilometer vom Ort entfernt. Zum Feriengebiet gehörten zunächst 74 Holzhäuser im Skandinavischen Stil, ein großes Apartmenthotel, Sportplätze, eine Minigolfanlage und Tennisplätze. Ein projektiertes Freibad wurde dann aus Kostengründen nicht umgesetzt. Als Hotel wurde es jedoch nur kurz genutzt. Nach einem 1983 geplanten Wohnheim für die Bewegung Transzendentale Meditation, was jedoch von der Bevölkerung verhindert wurde, diente es als Übersiedlerwohnheim für Aussiedler aus der ehemaligen UdSSR. Heute wird es überwiegend von Eigentümern selbst bewohnt. Das Hotel ist weithin sichtbar.
Am 1. Januar 1972 wurde Wachendorf in die neue Gemeinde Starzach eingegliedert.
Im Jahr 1991 erwarb die Gemeinde Starzach das ehemalige Nähereigebäude der Firma Heinzelmann am Ortsrand von Wachendorf und baute dieses in eine lichtdurchflutete Mehrzweckhalle um. Dort ließ sich dann auch der Schützenverein Starzach mit seinem neuen Schützenhaus nieder.

## Bevölkerung
Wachendorf hat 1244 Einwohner (Stand: Dezember 2015). Bei einer Gemarkungsfläche von 6,91 km² entspricht dies einer Bevölkerungsdichte von 180 Einwohnern pro Quadratkilometer.

## Schloss Wachendorf

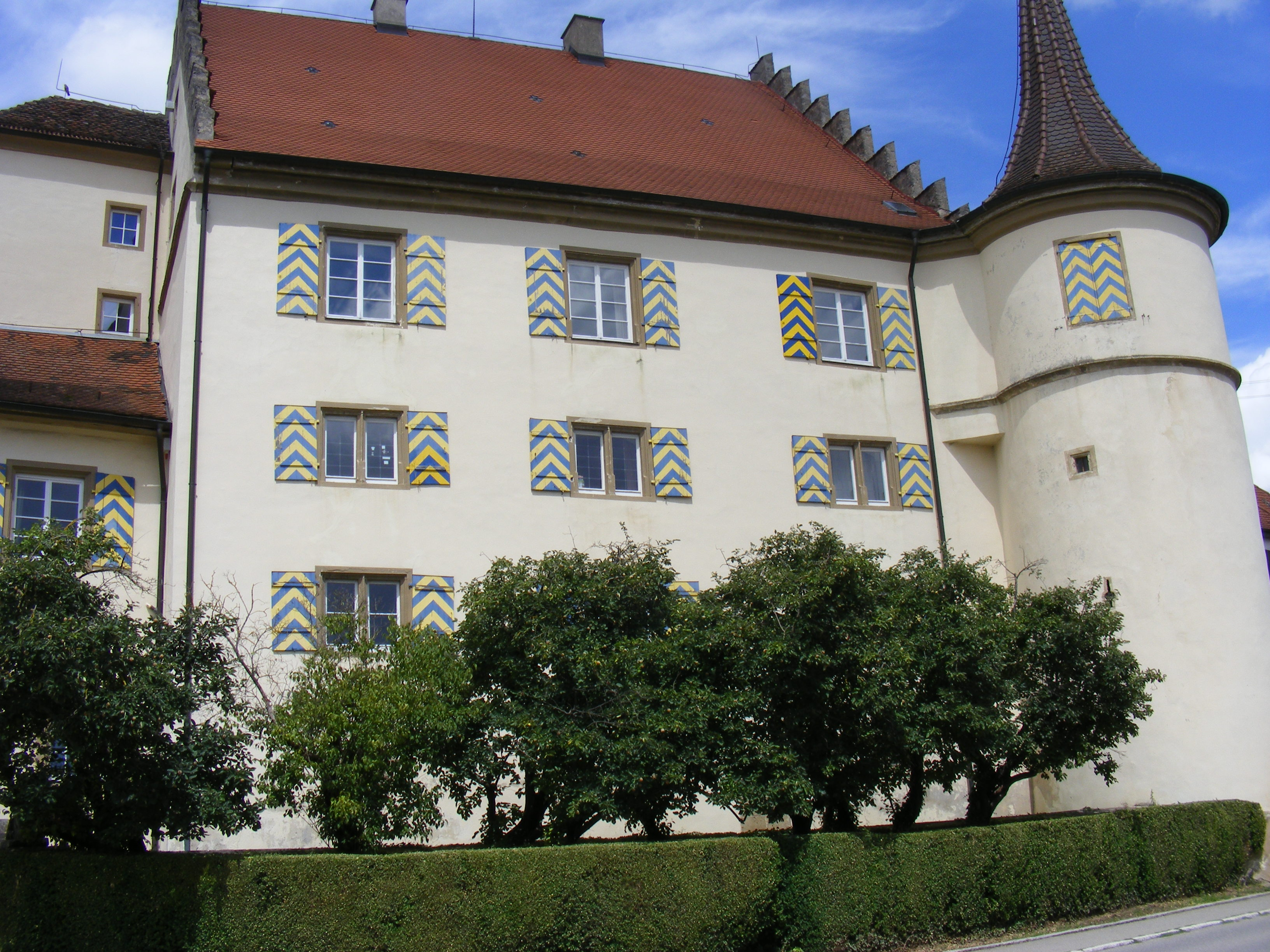
Schloss Wachendorf, Süd-Ost-Seite mit Turm

In der Mitte des Ortes liegt ortsbildprägend das alte und neue Schloss der Freiherren von Ow-Wachendorf neben großen Scheunen, Nebengebäuden, der Kirche und dem Pfarrhaus. Gemeinsam mit dem ausgedehnten Schlossgarten tragen sie zum Ortsbild von Wachendorf bei.
1893 stiftete Hans Otto von Ow dem Freiherren von Ow-Wachendorf eine Waldkapelle. Sie erhebt sich seit dem über den Fundamenten der hochmittelalterlichen Burg östlich von Wachendorf über dem Starzeltal.

## Infrastruktur
Die alte Schule wurde 1966 zum Rathaus umgebaut. Im Jahr 1960 wurde die zweite Schule gebaut, die jedoch im Jahr 1992 zu einem Kindergarten umgewandelt wurde.
Heute gibt es daher zwar einen großen Kindergarten, die Schulkinder müssen jedoch zur Grundschule nach Starzach-Bierlingen fahren. Weiterführende Schulen liegen in Rottenburg am Neckar und Horb am Neckar.
Wachendorf gehört zu den Siedlungen, die nicht an einen Bach oder Fluss gebaut wurden. Die Trinkwasserversorgung wurde früher über sechs Pumpen und Ziehbrunnen gesichert. Heute bezieht Wachendorf sein Trinkwasser zur Hälfte von der Bodenseewasserversorgung und zur Hälfte aus der Region.